# MVD 05/03/05
MVD/05/03/05 es el primer DVD de la banda de rock uruguaya No Te Va Gustar. Tal como lo indica su nombre, fue grabado el 5 de marzo de 2005 en el Velódromo Municipal de Montevideo. Fue, además, la primera presentación del álbum Aunque cueste ver el sol que hubo y se hizo en frente a más de 15000 personas. Esa noche, la banda tocó un total de 23 canciones, de las cuales 22 son de su autoría. El DVD fue puesto a la venta en noviembre de ese mismo año. La presentación en Buenos Aires fue realizada el 30 y el 31 de julio en el Teatro de Colegiales. En la caja del DVD muestra que no hay canción 13, como en el resto de los álbumes por motivos de cábala. Además del recital de 1:42:17 de duración, el DVD contiene material Extra, el cual incluye un Documental de 39 minutos llamado: "24 Horas de Sol" dirigido por Juán Andrés Álvarez, también un solo de percusión de Gonzalo Castex, una versión de la canción: "Naranjo en flor" cantada por Emiliano Brancciari acompañado por un acordeón y por último, un video de la canción: "Ya entendí".

## Lista de canciones
| Número de pista | Título                | Autor               | Álbum                                      | Duración |
| --------------- | --------------------- | ------------------- | ------------------------------------------ | -------- |
| 01              | Solo                  | Emiliano Brancciari | Aunque cueste ver el sol                   | 5:27     |
| 02              | Me cuesta creer       | Emiliano Brancciari | Este fuerte viento que sopla               | 4:42     |
| 03              | No te quiero acá      | Emiliano Brancciari | Aunque cueste ver el sol                   | 3:38     |
| 04              | La única voz          | Emiliano Brancciari | Este fuerte viento que sopla               | 5:38     |
| 05              | Who the cap fit - Voy | Brancciari/Abdala   | Aunque cueste ver el sol                   | 7:50     |
| 06              | Nada para ver         | Emiliano Brancciari | Solo de noche                              | 4:04     |
| 07              | Adiós                 | Mateo Moreno        | Aunque cueste ver el sol                   | 4:16     |
| 08              | No necesito nada      | Emiliano Brancciari | Este fuerte viento que sopla               | 3:28     |
| 09              | Cosa linda - Clara    | Emiliano Brancciari | Solo de noche/Este fuerte viento que sopla | 7:12     |
| 10              | Verte reír            | Emiliano Brancciari | Aunque cueste ver el sol                   | 5:08     |
| 11              | Como brillaba tu alma | Emiliano Brancciari | Este fuerte viento que sopla               | 4:55     |
| 12              | Al vacío              | Emiliano Brancciari | Aunque cueste ver el sol                   | 4:32     |
| 13              | Mucho más feliz       | Brancciari/Moreno   | Este fuerte viento que sopla               | 2:53     |
| 14              | Reevolución           | Emiliano Brancciari | Aunque cueste ver el sol                   | 5:39     |
| 15              | Te quiero más         | Mateo Moreno        | Este fuerte viento que sopla               | 2:22     |
| 16              | Voces del tiempo      | Mateo Moreno        | Aunque cueste ver el sol                   | 4:30     |
| 17              | Tenés que saltar      | Emiliano Brancciari | Este fuerte viento que sopla               | 4:25     |
| 18              | No hay dolor          | Emiliano Brancciari | Este fuerte viento que sopla               | 5:14     |
| 19              | Más mejor             | Emiliano Brancciari | Este fuerte viento que sopla               | 3:41     |
| 20              | Te voy a llevar       | Emiliano Brancciari | Este fuerte viento que sopla               | 5:28     |
| 21              | No era cierto         | Emiliano Brancciari | Solo de noche                              | 5:13     |

## Material extra
| Material   | Título                | Dirección                  | Duración     |
| ---------- | --------------------- | -------------------------- | ------------ |
| Documental | 24 Horas de sol       | Juan Álvarez               | 39:00 Aprox. |
| Canción    | Naranjo en flor       | Homero y Virgilio Expósito | 3:02         |
| Percusión  | Ensamble de percusión | Fernando Domínguez         | 2:57         |
| Videoclip  | Ya entendí            | Abdala/Álvarez             | 4:25         |

## Certificaciones
| País    | Organismo certificador | Certificación | Ventas certificadas | Ref.  |
| ------- | ---------------------- | ------------- | ------------------- | ----- |
| Uruguay | CUD                    | Oro           | 2 000               | [ 1 ] |